# Pháp chủ
Pháp chủ (chữ Hán: 法主) danh xưng đầy đủ là: Pháp chủ Hội đồng Chứng minh (chữ Hán: 越南佛教教會證明理事會法主) hay Thiền gia Pháp chủ (chữ Hán: 禪家法主) là ngôi vị cao nhất đứng đầu Giáo hội Phật giáo Việt Nam, tương tự ngôi vị Tăng thống trong một số giáo hội khác.

## Pháp chủ Giáo hội Phật giáo Việt Nam
Pháp chủ danh xưng đầy đủ là Pháp chủ Hội đồng Chứng minh, là tôn hiệu cao nhất đứng đầu Giáo hội Phật giáo. Hiện nay, chức vụ Pháp chủ dùng để gọi người lãnh đạo cao nhất của Giáo hội Phật giáo Việt Nam. Pháp chủ là người đứng đầu Hội đồng Chứng minh, thay mặt Hội đồng Chứng minh ban hành các Giáo chỉ, các văn bản quan trọng nhất, đại diện cho Giáo hội trong các hoạt động đối ngoại. Ngôi vị Pháp chủ chỉ được suy tôn bởi Đại hội Phật giáo toàn quốc và là ngôi vị tại vị suốt đời.
Từ khi thành lập vào 1981 đến nay, Giáo hội Phật giáo Việt Nam đã suy tôn các vị Pháp chủ của Hội đồng chứng minh:
| STT | Chân dung                                               | Thọ đại giới | Pháp phái | Sơn môn                    | Tại vị             | Trụ xứ                                                                         | Các chức vụ khác |
| --- | ------------------------------------------------------- | ------------ | --------- | -------------------------- | ------------------ | ------------------------------------------------------------------------------ | --- |
| 1   | Đức Đệ Nhất Pháp chủ Đại lão Hoà thượng Thích Đức Nhuận | 1917         | Tào Động  | Đồng Đắc                   | 1981–1993 (12 năm) | - Chùa Đồng Đắc - Chùa Quán Sứ - Chùa Quảng Bá - Chùa Hòe Nhai - Chùa Phổ Giác | - Phó hội trưởng Hội Phật giáo thống nhất Việt Nam (1958 -1979) - Quyền hội trưởng Hội Phật giáo thống nhất Việt Nam (1979 - 1981) |
| 2   | Đức Đệ Nhị Pháp chủ Đại lão Hoà thượng Thích Tâm Tịch   | 1939         | Lâm Tế    | Tế Xuyên                   | 1997–2005 (8 năm)  | - Chùa Quán Sứ - Chùa Cao Đà - Tổ Đình Tế Xuyên - Bảo Khám - Chùa Bồ Đề        | - Chánh thư ký Hội đồng chứng minh (1987 - 1997) - Phó Pháp chủ Hội đồng chứng minh (1992 -1997) - Trưởng sơn môn Bồ Đề - Trưởng sơn môn Tế Xuyên |
| 3   | Đức Đệ Tam Pháp chủ Đại lão Hoà thượng Thích Phổ Tuệ    | 1937         | Lâm Tế    | Đa Bảo                     | 2007–2021 (14 năm) | - Chùa Ráng (Viên Minh)                                                        | - Trưởng Ban Trị sự Giáo hội Phật giáo Việt Nam tỉnh Hà Tây (1993 - 2008) - Hiệu trưởng Trường Trung cấp Phật học Hà Tây (1993 - 2008). - Ủy viên Kiểm soát Hội đông Trị sự Giáo hội Phật giáo Việt Nam. (1992 - 1997) - Phó Chủ tịch Hội đồng trị sự GHPGVN (1997 - 2007) - Viện trưởng Phân viện Nghiên cứu Phật học Việt Nam tại Hà Nội (2003 - 2007). - Tổng Biên tập tạp chí Nghiên cứu Phật học (2003 - 2007) - Phó Trưởng ban Giáo dục Tăng Ni Trung ương GHPGVN. - Phó ban Ban Tăng sự Trung ương GHPGVN (1997 - 2007). - Phó Pháp chủ kiêm Chánh Thư ký Hội đồng Chứng minh Giáo hội Phật giáo Việt Nam (2002 - 2007). - Trưởng sơn môn Đa Bảo                                         |
| 4   | Đệ Tứ Pháp chủ Trưởng lão Hoà thượng Thích Trí Quảng    | 1960         | Lâm Tế    | Thiên Thai Thiền giáo tông | 2022 - nay         | - Chùa Huê Nghiêm (Tp. Hồ Chí Minh)                                            | - Phó Chủ tịch HĐTS GHPGVN. (2002-2017) - Trưởng ban Hoằng pháp Trung ương GHPGVN. (1981-2007) - Trưởng ban Trị sự Thành hội PG TP. HCM (từ 12/1998-18/6/2022) - Tổng Biên tập Báo Giác Ngộ. (từ 1989-7/11/2022) - Viện trưởng Học viện Phật giáo Việt Nam tại Thành phố Hồ Chí Minh. (từ 2008-nay) - Viện trưởng Viện nghiên cứu Phật học Việt Nam. (2007-2017) - Trưởng ban Phật giáo Quốc tế Trung ương GHPGVN. (2012-2017) - Phó pháp chủ HĐCM TW GHPGVN (2015-2017) - Phó pháp chủ kiêm Giám luật HĐCM TW GHPGVN (2017-31/12/2021) - Chủ tịch Hội đồng Giám Luật thuộc HĐCM TW GHPGVN. (17/7/2020-nay) - Quyền Pháp chủ HĐCM GHPGVN. (31/12/2021-29/11/2022) - Sáng lập Đạo tràng Pháp Hoa |

### Trụ sứ của các đời Pháp chủ
Từ khi thành lập Giáo hội năm 1981, Đức Pháp chủ đệ nhất Thích Đức Nhuận và Đức Pháp chủ đệ nhị Thích Tâm Tịch trú tại chùa Quán Sứ là trụ sở chính của Giáo hội Phật giáo Việt Nam.
Đại hội Phật giáo Toàn quốc khóa VI vào tháng 11 năm 2007 đã suy tôn Đức Đại lão Hòa thượng Thích Phổ Tuệ lên ngôi vị Pháp chủ. Mặc dù ở ngôi vị Pháp chủ nhưng Đại lão Hòa thượng Thích Phổ Tuệ không trú tại chùa Quán sứ - Trụ sở Giáo hội Phật giáo Việt Nam, mà vẫn trụ trì ở chùa Viên Minh (chùa Ráng) Phú Xuyên, Hà Nội.
Theo Quy chế hoạt động của Ban Thường trực Hội đồng Chứng minh GHPGVN tu chỉnh lần thứ nhất, Văn phòng của Đức Pháp chủ đệ tứ được đặt tại Việt Nam Quốc Tự - TP.HCM, Văn phòng Ban Giám luật (trước đây là Hội đồng Giám luật) đặt tại chùa Vĩnh Nghiêm - Q.3, TP.HCM. Trú xứ của Trưởng lão Hoà thượng Thích Trí Quảng vẫn tại chùa Huê Nghiêm (Thành phố Thủ Đức, TP.HCM).

## Quyền Pháp chủ Hội đồng Chứng minh
Trong Điều 17 - Hiến chương Giáo hội Phật giáo Việt Nam có ghi: "Trong thời gian của nhiệm kỳ, nếu Đức Pháp chủ khuyết vị thì Ban Thường trực Hội đồng Chứng minh cung thỉnh một trong các vị Phó Pháp chủ đảm nhiệm Quyền Pháp chủ và thông báo Hội đồng Chứng minh, Hội đồng Trị sự biết để suy tôn trong Hội nghị Thường niên gần nhất của Trung ương Giáo hội Phật giáo Việt Nam."
Năm 1993 và năm 2005, sau khi hai vị Đệ Nhất và Đệ Nhị Pháp chủ viên tịch, Giáo hội đã không suy tôn Quyền Pháp chủ nào mà đợi đến Đại hội kế tiếp của Giáo hội (vào năm 1997 và năm 2007) mới suy tôn một vị Pháp chủ kế vị. 
Năm 2021, ngay sau khi Đức Đệ Tam Pháp chủ Thích Phổ Tuệ viên tịch, nhân dịp lễ tưởng niệm tuần thất thứ 6 Đức Pháp Chủ tại chùa Vĩnh Nghiêm (TP.HCM), Ban Thường trực HĐCM đã tổ chức phiên họp đặc biệt để suy tôn Hoà thượng Thích Trí Quảng lên ngôi Quyền Pháp chủ. Sau đó, lễ suy tôn diễn ra sáng 31/12, tại hội nghị kỳ 6, khóa VIII (nhiệm kỳ 2017 - 2022) của Hội đồng trị sự Trung ương Giáo hội Phật giáo Việt Nam.
| STT | Chân dung                                                | Thọ đại giới   | Pháp phái | Sơn môn  | Tại vị                                         | Trụ xứ                               | Các chức vụ khác |
| --- | -------------------------------------------------------- | -------------- | --------- | -------- | ---------------------------------------------- | ------------------------------------ | --- |
| 1   | Đương kim Pháp chủ Trưởng lão Hoà thượng Thích Trí Quảng | 1960 (22 tuổi) | Lâm Tế    | Không rõ | Từ 31 tháng 12 năm 2021 - 29 tháng 11 năm 2022 | - Việt Nam Quốc Tự - Chùa Huê Nghiêm | - Phó pháp chủ kiêm Giám luật Hội Đồng Chứng Minh Trung ương GHPGVN (2017-) - Viện trưởng Học viện Phật giáo Việt Nam tại Thành phố Hồ Chí Minh. (2008-) - Trưởng ban Trị sự Giáo hội Phật giáo Việt Nam Thành phố Hồ Chí Minh. (1999 - 2022) - Tổng Biên tập Báo Giác Ngộ (1989-) - Chủ tịch Hội đồng Giám Luật thuộc Hội Đồng Chứng Minh Trung ương GHPGVN (2020-) - Phó chủ tịch Hội Đồng Trị Sự Trung ương GHPGVN. (2002-2017) - Trưởng ban Phật giáo Quốc tế Trung ương GHPGVN (2007-2017) - Trưởng ban Hoằng pháp Trung ương GHPGVN (2002-2007) - Viện trưởng Viện nghiên cứu Phật học Việt Nam (2007-2017) - Sáng lập Đạo tràng Pháp Hoa |

## Thiền gia Pháp chủ Hội Phật giáo Bắc Kỳ
Trong thời kì chấn hưng Phật giáo, tại miền Bắc đã có ba vị được tôn làm Thiền gia Pháp chủ (gọi tắt là Pháp chủ), đứng đầu Hội Phật giáo Bắc Kỳ sau đổi là Giáo hội Tăng già Bắc Việt:
- Thiền gia Pháp chủ Hòa thượng Thích Thanh Hanh (1934 - 1936)
- Thiền gia Pháp chủ Hoà Thượng Thích Thanh Tường (1936): Sư thế danh là Đinh Xuân Lạc (1858-1936), trụ trì chùa Vũ Thạch quận Hoàn Kiếm và chùa Trầm huyện Chương Mĩ, Hà Nội.
- Thiền gia Pháp chủ Hòa thượng Thích Mật Ứng (1951 - 1952)

## Phó Pháp chủ Giáo hội Phật giáo Việt Nam
Phó Pháp chủ là một giáo phẩm cao cấp chỉ đứng sau Pháp chủ trong Hội đồng Chứng minh, thường dành cho các Hòa thượng có tuổi hạ cao, uy tín trong Giáo hội, là thành viên Hội đồng Chứng minh. Các vị này thường được thỉnh đi chứng minh các sự kiện trọng đại của Phật giáo, tham dự các buổi lễ quan trọng; tham khảo và hỏi ý kiến trước khi thông qua các quyết định quan trọng cho Giáo hội Phật giáo; được thỉnh chủ trì, chứng minh trong các giới đàn; thường được ngồi tại vị trí trang trọng nhất của Lễ đài, sự kiện.
Phó Pháp Chủ kiêm Giám luật là một danh vị nhầm để suy cử cho các vị Hoà thượng tinh thông giáo điển đặc biệt là giới luật và hành trì nhầm để tôn vinh những đống góp đặc biệt của các ngài. 
Phó Pháp Chủ kiêm Chánh Thư ký là một danh vị nhầm để suy cử cho vị Hòa thượng đảm trách vai trò thư kí của ban Thường trực Hội đồng Chứng minh. 
Dưới đây là tổng hợp các Phó Pháp chủ từ khi thành lập Giáo hội Phật giáo Việt Nam năm 1981 đến nay:
| STT | Chân dung                              | Trưởng lão Hoà thượng    | Năm sinh/Năm mất | Trụ sứ                                                          | Đại hội suy cử                                | Thời gian tại vị     | Ghi chú                                                                        |
| --- | -------------------------------------- | ------------------------ | ---------------- | --------------------------------------------------------------- | --------------------------------------------- | -------------------- | ------------------------------------------------------------------------------ |
| 1   |                                        | Thích Đôn Hậu            | 1905 - 1992      | Chùa Linh Mụ (TP. Huế)                                          | Đại hội I (1981)                              | 1981 - 1992 (11 năm) | Kiêm Giám luật (1981 - 1992)                                                   |
| 2   | Tập tin:Ht-an-lam.jpg                  | Thích Ẩn Lâm(Arannavasi) | 1898 - 1982      |                                                                 | Đại hội I (1981)                              | 1981 - 1982 (1 năm)  |                                                                                |
| 3   | Tập tin:HT-Minh-Nguyet.jpg             | Thích Minh Nguyệt        | 1907 - 1985      | Chùa Long Hoa (TP.HCM)                                          | Đại hội I (1981)                              | 1981 - 1985 (4 năm)  |                                                                                |
| 4   | Tập tin:048. HT. Maha Saray.jpg        | Maha Saray               | 1918 - 2001      |                                                                 | Đại hội I (1981)                              | 1981 - 2001 (20 năm) |                                                                                |
| 5   | Tập tin:040. HT. Thich Hue Thanh.jpg   | Thích Huệ Thành          | 1912 - 1998      |                                                                 | Đại hội I (1981)                              | 1981 - 1998 (17 năm) |                                                                                |
| 6   | Tập tin:HT Thích Mật Hiển.jpg          | Thích Mật Hiển           | 1907 - 1992      | Tổ đình Trúc Lâm (TP.Huế)                                       | Đại hội I (1981)                              | 1981 - 1992 (11 năm) |                                                                                |
| 7   |                                        | Thích Nguyên Sinh        | ? - 1984         |                                                                 | Đại hội I (1981)                              | 1981 - 1984 (3 năm)  | Kiêm ChánhThư ký (1981 - 1984)                                                 |
| 8   |                                        | Thạch Xom (Suvannathera) | 1911 - 2006      |                                                                 | Đại hội II (1987)                             | 1987 - 2006 (19 năm) |                                                                                |
| 9   |                                        | Thích Giác Nhu           | 1912 - 1997      |                                                                 | Đại hội II (1987)                             | 1987 - 1997 (10 năm) |                                                                                |
| 10  |                                        | Thích Tâm Tịch           | 1915 - 2005      | Chùa Quán Sứ, chùa Bồ Đề (TP.Hà Nội)                            | Đại hội II (1987)                             | 1987 - 1997 (10 năm) | Kiêm Chánh Thư ký (1987 - 1997) Đệ Nhị Pháp chủ (1997 - 2005)                  |
| 11  | Tập tin:Ht-thich-tri-tinh-8246.jpg     | Thích Trí Tịnh           | 1917 - 2014      | Chùa Vạn Đức (TP.HCM)                                           | Đại hội III (1987)                            | 1992 - 2014 (22 năm) | Kiêm Giám Luật (1992 - 2014) Kiêm Chủ tịch Hội đồng Trị sự (1984 - 2014)       |
| 12  |                                        | Thích Tâm Thông          | 1916 - 1999      | Chùa Vọng Cung (Nam Định)                                       | Đại hội IV (1992)                             | 1997 - 1999 (2 năm)  | Kiêm Chánh Thư Ký (1997 - 1999)                                                |
| 13  |                                        | Thích Phổ Tuệ            | 1917 - 2021      | Chùa Viên Minh (TP.Hà Nội)                                      | Đại hội V (2002)                              | 2002 - 2007 (5 năm)  | Kiêm Chánh Thư Ký (2002 - 2007) Đệ Tam Pháp chủ (2007 - 2021)                  |
| 14  |                                        | Thích Kim Minh           | 1916 - 2008      |                                                                 | Đại hội V (2002)                              | 2002 - 2008 (6 năm)  |                                                                                |
| 15  |                                        | Thích Danh Nhưỡng        | 1929 - 2017      |                                                                 | Đại hội V (2002)                              | 2002 - 2017 (15 năm) | Kiêm Giám Luật (2007 - 2017)                                                   |
| 16  |                                        | Thích Minh Châu          | 1919 - 2012      | Thiền viện Vạn Hạnh (TP.Hồ Chí Minh) Tổ đình Tường Vân (TP.Huế) | Đại hội VI (2007)                             | 2007 - 2012 (5 năm)  |                                                                                |
| 17  | Tập tin:Hòa thượng Thích Thanh Sam.png | Thích Thanh Sam          | 1929 - 2018      | Chùa Đại Thành (Bắc Ninh)                                       | Đại hội VI (2007)                             | 2007 - 2018 (11 năm) | Kiêm Chánh Thư ký (2007 - 2017)                                                |
| 18  |                                        | Dương Nhơn               | 1930 - 2023      |                                                                 | Đại hội VI (2007)                             | 2007 - 2023 (16 năm) | Kiêm Giám Luật (2022 - 2023)                                                   |
| 19  |                                        | Thích Hiển Pháp          | 1933 - 2018      |                                                                 | Đại hội VI (2007)                             | 2007 - 2018 (11 năm) |                                                                                |
| 20  |                                        | Thích Thanh Bích         | 1913 - 2013      | Chùa Hội Xá (Thường Tín - TP.HN)                                | Đại hội VII (2012)                            | 2012 - 2013 (1 năm)  | Kiêm Giám Luật (2012 - 2013)                                                   |
| 21  |                                        | Thích Giác Nhường        | 1937             |                                                                 | Đại hội VII (2012)                            | 2012 - nay           | Kiêm Giám Luật (2012 - nay)                                                    |
| 22  |                                        | Thích Đức Nghiệp         | 1929             | Chùa Vĩnh Nghiêm (TP.HCM)                                       | Đại hội VII (2012)                            | 2012 - nay           | Kiêm Giám Luật (2022 - nay)                                                    |
| 23  |                                        | Thích Thiện Bình         | 1933 - 2016      | Tổ đình Thiền Tôn(TP.Huế) Chùa Sắc Tứ Long Sơn (Khánh Hòa)      | Đại hội VII (2012)                            | 2012 - 2016 (4 năm)  |                                                                                |
| 24  |                                        | Thích Đức Phương         | 1933 - 2018      | Tổ đình Diệu Đế (TP.Huế)                                        | Đại hội VII (2012)                            | 2012 - 2018 (6 năm)  |                                                                                |
| 25  | Tập tin:Hòa thượng Thích Trí Tâm.jpg   | Thích Trí Tâm            | 1933 - 2017      |                                                                 | Suy cử bổ sung năm 2015                       | 2015 - 2017 (2 năm)  |                                                                                |
| 26  |                                        | Thích Chơn Thiện         | 1942 - 2016      | Tổ đình Tường Vân (TP.Huế)                                      | Suy cử bổ sung năm 2015                       | 2015 - 2016 (1 năm)  |                                                                                |
| 27  |                                        | Thích Trí Quảng          | 1940             | Chùa Huê Nghiêm (TP.HCM)                                        | Suy cử bổ sung năm 2015                       | 2015 - 2022 (7 năm)  | Kiêm Giám Luật (2017 - 2022) Quyền Pháp chủ (2022) Đệ Tứ Pháp chủ (2022 - nay) |
| 28  |                                        | Thích Thanh Dũng         | 1932             | Chùa Hàm Long (Bắc Ninh)                                        | Đại hội VIII (2017)                           | 2017 - nay           | Kiêm Chánh Thư Ký (2017 - nay)                                                 |
| 29  |                                        | Thích Thanh Từ           | 1924             | Thiền viện Thường Chiếu (Đồng Nai)                              | Đại hội VIII (2017)                           | 2017 - nay           |                                                                                |
| 30  |                                        | Thích Thiện Duyên        | 1926 - 2021      | Chùa Đạo Nguyên (Quảng Nam)                                     | Đại hội VIII (2017)                           | 2017- 2021 (4 năm)   |                                                                                |
| 31  |                                        | Thích Thanh Đàm          | 1923 - 2022      | Chùa Hoà Lạc (Ninh Bình)                                        | Đại hội VIII (2017)                           | 2017- 2022 (5 năm)   |                                                                                |
| 32  |                                        | Thích Trí Tịnh           | 1925             | Tổ đình Linh Phong (Vũng Tàu)                                   | Đại hội VIII (2017)                           | 2017 - nay           |                                                                                |
| 33  |                                        | Thích Hiển Tu            | 1921 - 2024      | Chùa Phật Học Xá Lợi (TP.HCM)                                   | Suy cử bổ sung năm 2021                       | 2021 - 2024 (3 năm)  |                                                                                |
| 34  |                                        | Thích Thanh Dục          | 1927             | Chùa Ngái Dừa (Thái Bình)                                       | Đại hội IX (2022)                             | 2022 - nay           |                                                                                |
| 35  |                                        | Thích Giác Quang         | 1943             | Chùa Bảo Lâm (TP.Huế)                                           | Đại hội IX (2022)                             | 2022 - nay           |                                                                                |
| 36  |                                        | Viên Minh                | 1945             | Tổ đình Bửu Long (TP.HCM)                                       | Đại hội IX (2022)                             | 2022 - nay           |                                                                                |
| 37  |                                        | Chau Ty                  | 1941             | Chùa Soài So (An Giang)                                         | Đại hội IX (2022)                             | 2022 - nay           |                                                                                |
| 38  |                                        | Thích Thiện Nhơn         | 1950             | Chùa Minh Đạo (TP.HCM)                                          | Suy cử bổ sung tại Đại nghị lần 1 (2023) HĐCM | 2023 - nay           | Kiêm Chủ tịch Hội đồng Trị sự (2014 - nay)                                     |

### Chư Tôn Hoà thượng Pháp Chủ - Phó Pháp chủ còn tại thế

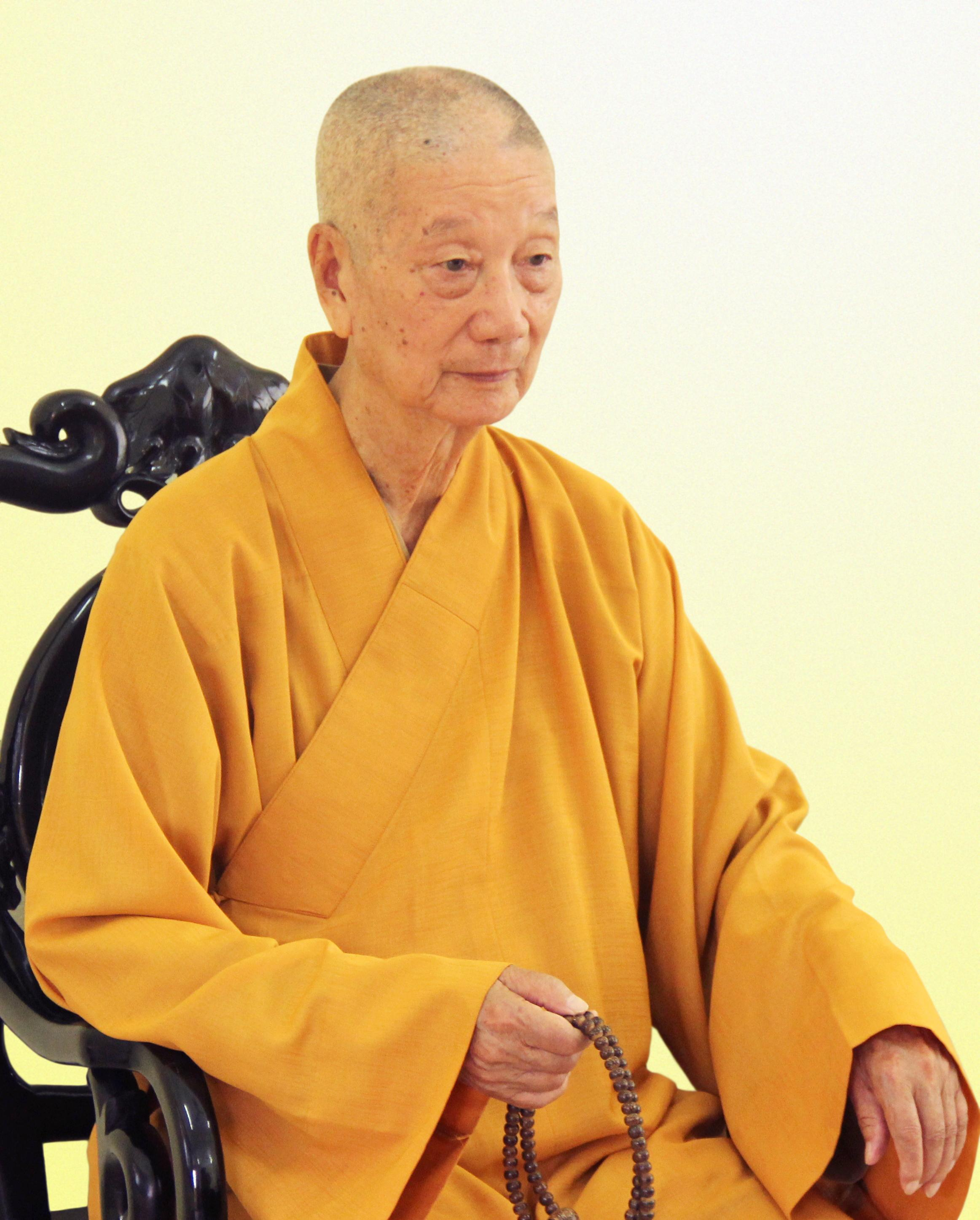
Pháp Chủ - HT Thích Trí Quảng (84 tuổi)
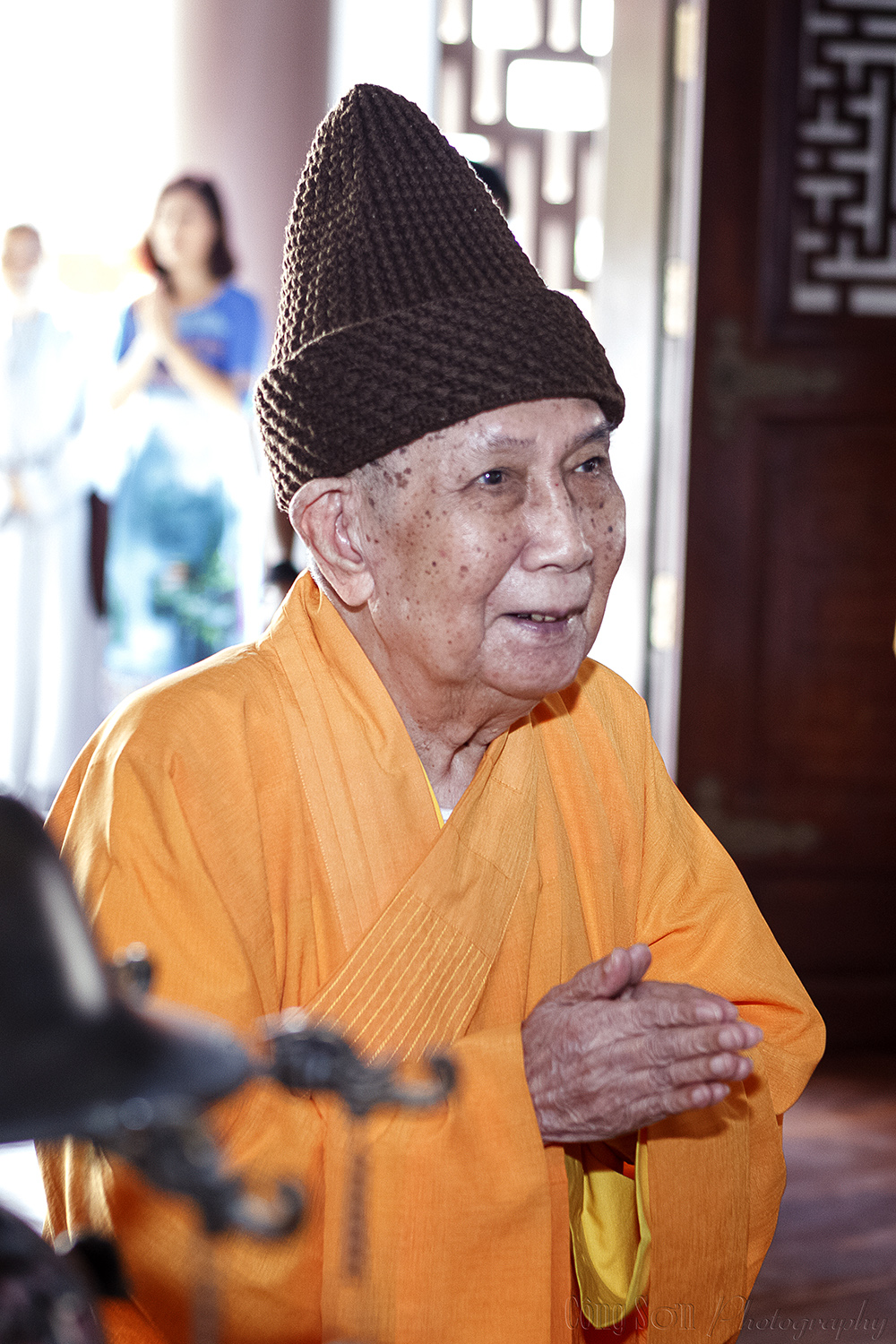
PPC Kiêm Giám Luật - HT Thích Đức Nghiệp (95 tuổi)
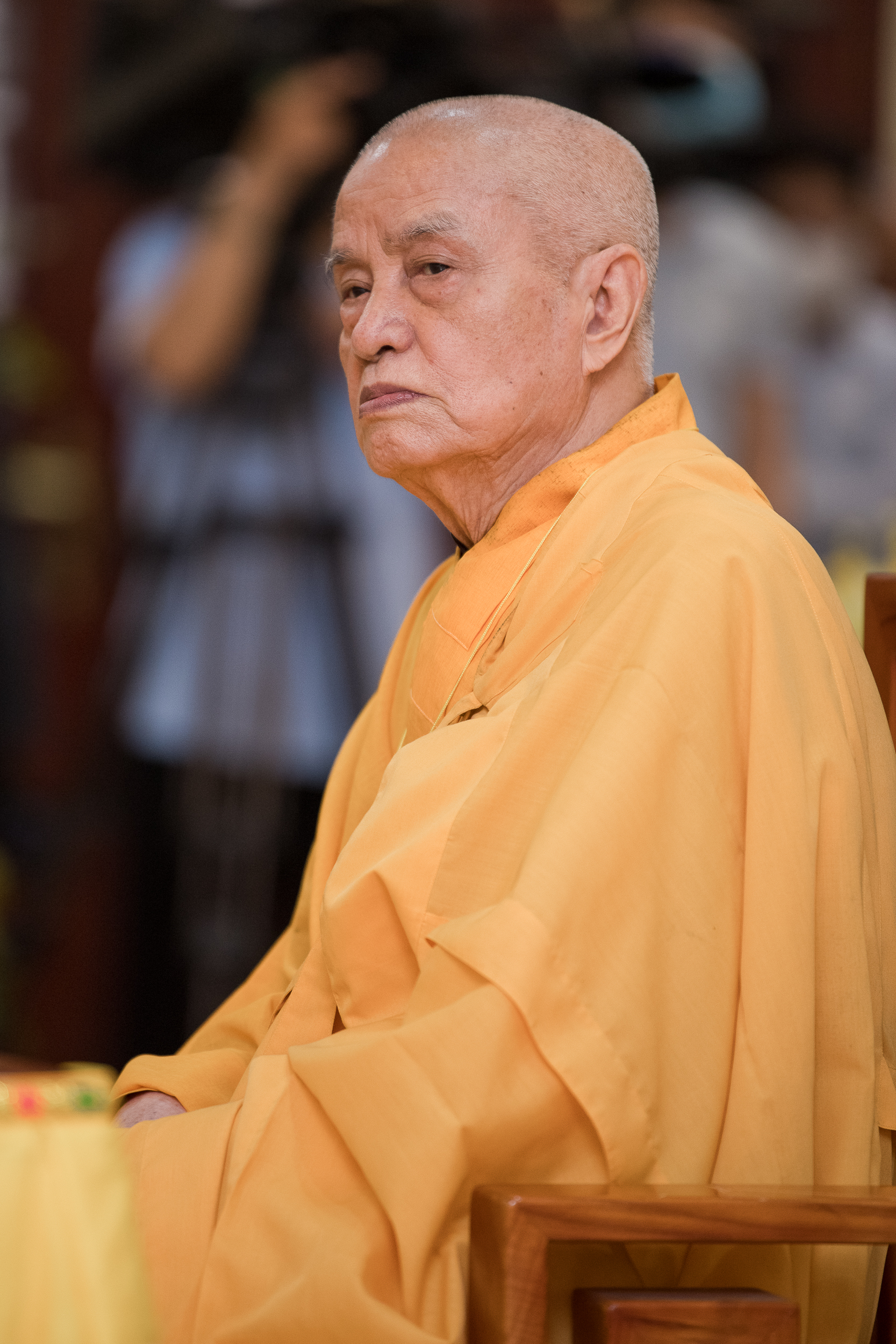
PPC Kiêm Chánh Thư ký - HT Thích Thanh Dũng (92 tuổi)
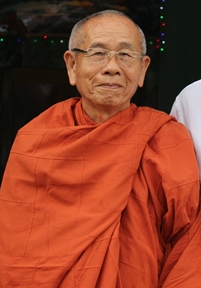
PPC kiêm Giám luật - HT Thích Giác Nhường (87 tuổi)
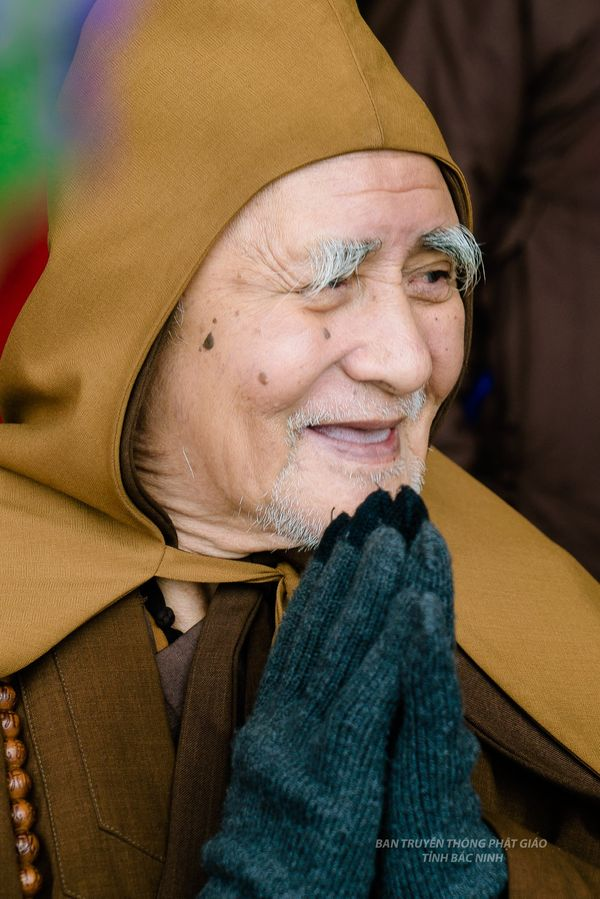
Phó Pháp chủ - HT Thích Trí Tịnh (99 tuổi)
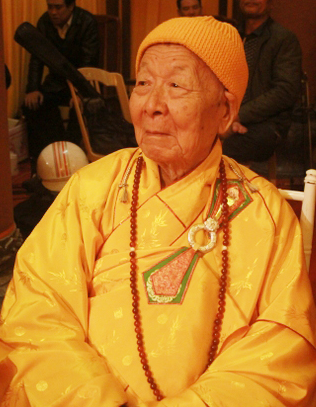
Phó Pháp chủ - HT Thích Thanh Dục (97 tuổi)
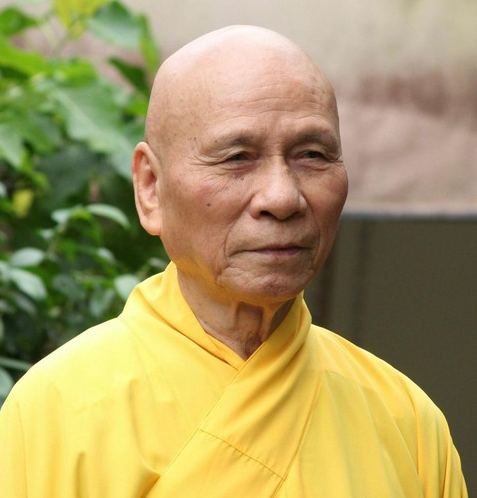
Phó Pháp chủ - HT Thích Giác Quang (81 tuổi)
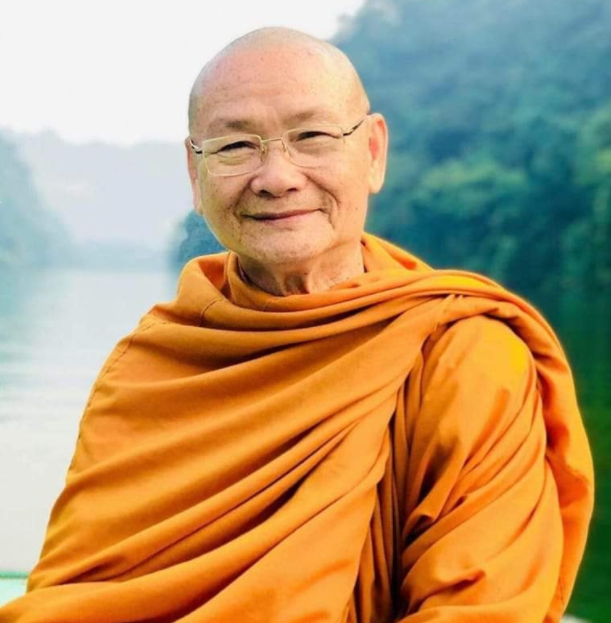
Phó Pháp chủ - HT Viên Minh (79 tuổi)
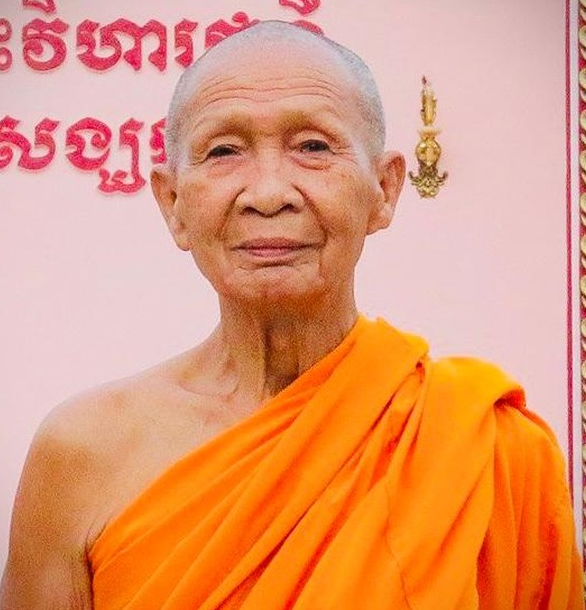
Phó Pháp chủ - HT Chau Ty (83 tuổi)
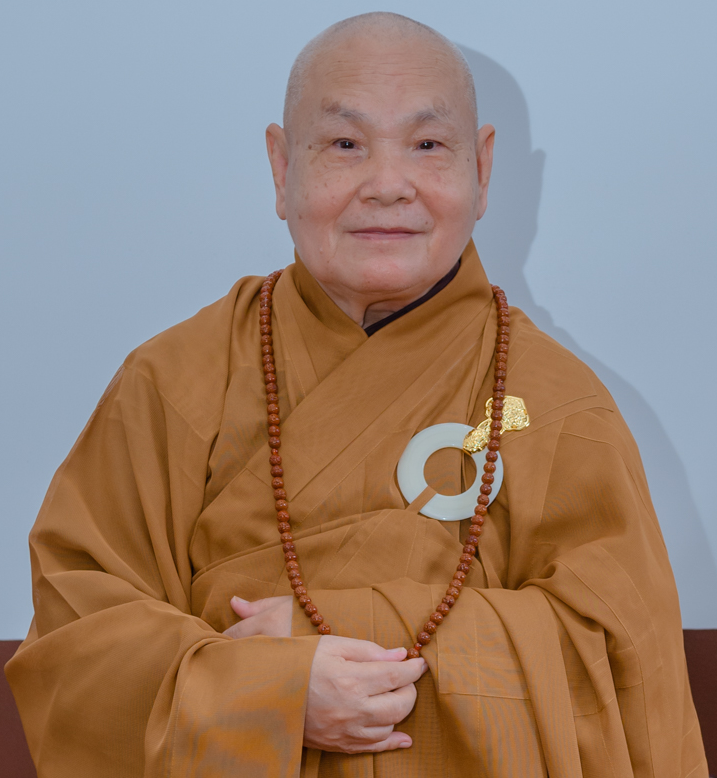
Phó Pháp chủ/ Chủ tịch HĐTS - HT Thích Thiện Nhơn (74 tuổi) Phó Pháp Chủ Hội đồng chứng minh - HT Thích Thanh Từ (100 tuổi)